# Pascual Madoz
Pascual Madoz e Ibáñez (Pamplona, 17 de mayo de 1806-Génova, 11 de diciembre de 1870) fue un político español, vinculado al Partido Progresista. Ministro de Hacienda durante el bienio progresista, presidiría en 1868 el Consejo de Ministros de España y la Junta Provisional Revolucionaria tras la caída de Isabel II. Es recordado por la desamortización de 1855, a la que dio nombre, y por su Diccionario geográfico-estadístico-histórico de España y sus posesiones de Ultramar.

## Biografía
Nacido en Pamplona en 1806, era hermano de Fernando Madoz. En 1813 se traslada con su familia a Barbastro (Huesca) donde acude al Colegio San Lorenzo de las Escuelas Pías (Escolapios). Posteriormente, estudia Derecho en la Universidad de Zaragoza de 1823. Participó en la defensa del castillo de Monzón en 1823 contra los Cien Mil Hijos de San Luis, por lo que fue encarcelado.
Obtiene el título de Bachiller en Leyes en 1825. Al año siguiente, cambia la matrícula de Leyes por la de Cánones, terminando sus estudios en el curso 1827-1828.
Exiliado en Francia entre 1830 y 1832, se dedicó en París y en Tours al estudio de la geografía y de la estadística. Pudo volver a España, una vez fallecido Fernando VII, gracias a la amnistía decretada por la reina María Cristina de Borbón, fijando su residencia en Barcelona donde, a principios de 1833, ya estaba al frente de las oficinas del Diccionario geográfico universal (Barcelona, 1829-1834) que en aquella ciudad se publicaba. Asimismo, asume la dirección del periódico progresista El Catalán, de octubre a mayo de 1835.

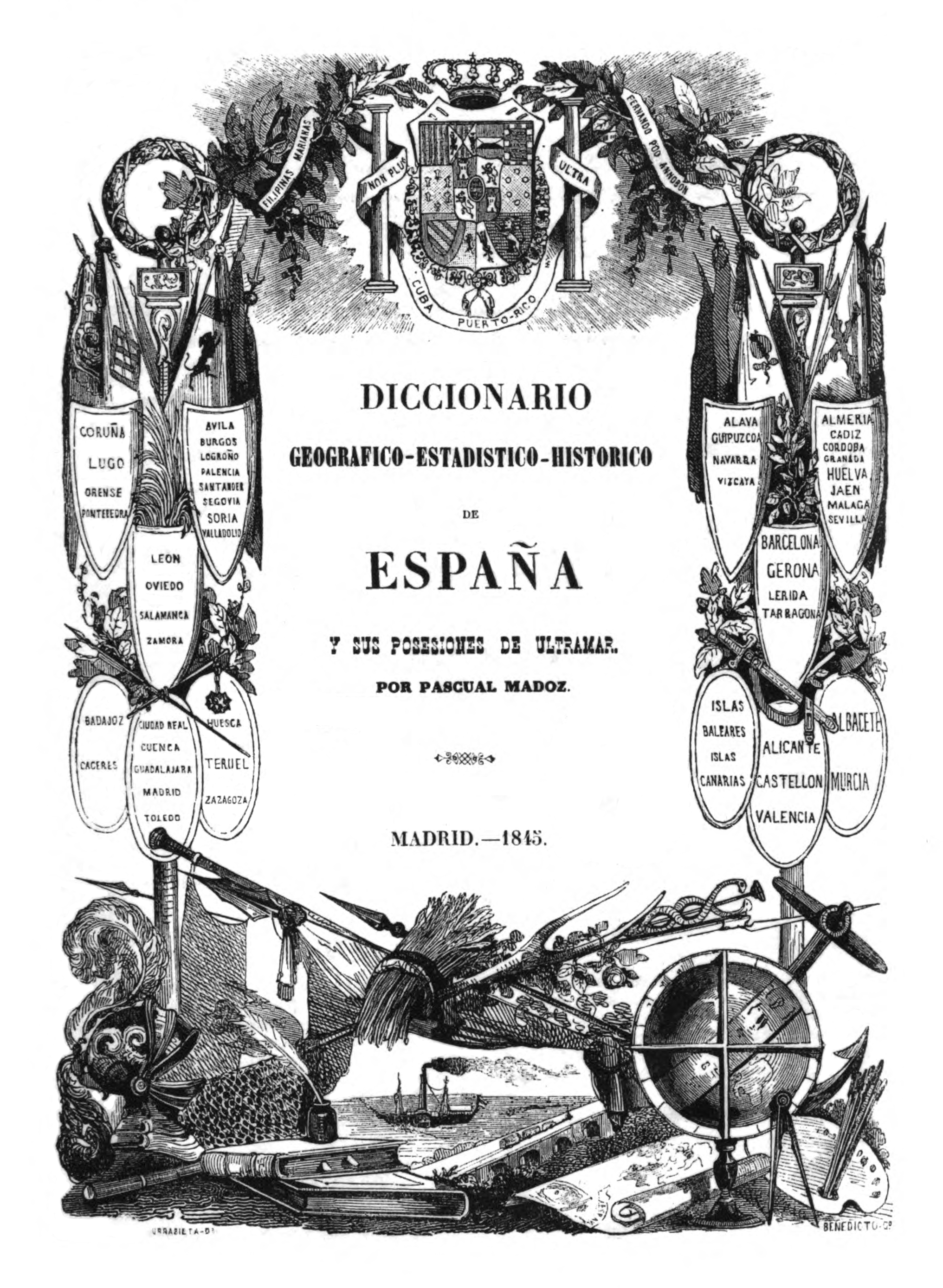
Diccionario geográfico-estadístico-histórico de España y sus posesiones de Ultramar (Madrid, 1845).

Licenciado en Derecho en 1834, ese año concibe ya un plan para crear un Diccionario geográfico-estadístico-histórico de España y sus posesiones de Ultramar (conocido popularmente por Diccionario de Madoz o, simplemente, Madoz), que lograría ver culminado en 1850. En 1835 publica su "Reseña sobre el Clero español y examen de la naturaleza de los bienes eclesiásticos". En ese mismo año, se convierte en capitán de artillería de los Voluntarios de Isabel II y es nombrado comisario regio con carácter de gobernador militar, juez de primera instancia, subdelegado de rentas y jefe de las fuerzas del Valle de Arán.
Desde 1836 fue diputado del Congreso en varias elecciones. En 1854 fue nombrado hijo adoptivo de Barcelona. Ejerció también de presidente de la cámara durante un breve periodo a comienzos de 1855.
En 1843 se puso al frente de una coalición progresista de oposición a Espartero. Tras la Vicalvarada de 1854, el 9 de agosto fue nombrado gobernador civil de Barcelona. Volvió después a su escaño de diputado, presidió las Cortes, y el 21 de enero de 1855 se le confió el Ministerio de Hacienda. Aprovechó entonces para presentar su famoso proyecto de ley de Desamortización, y consiguió que se aprobara.
Desde 1859 es miembro del Consejo de Gobierno y Administración del Fondo de Redención y Enganches para el Servicio Militar. En 1860 funda y dirige la compañía inmobiliaria y de seguros "La Peninsular".

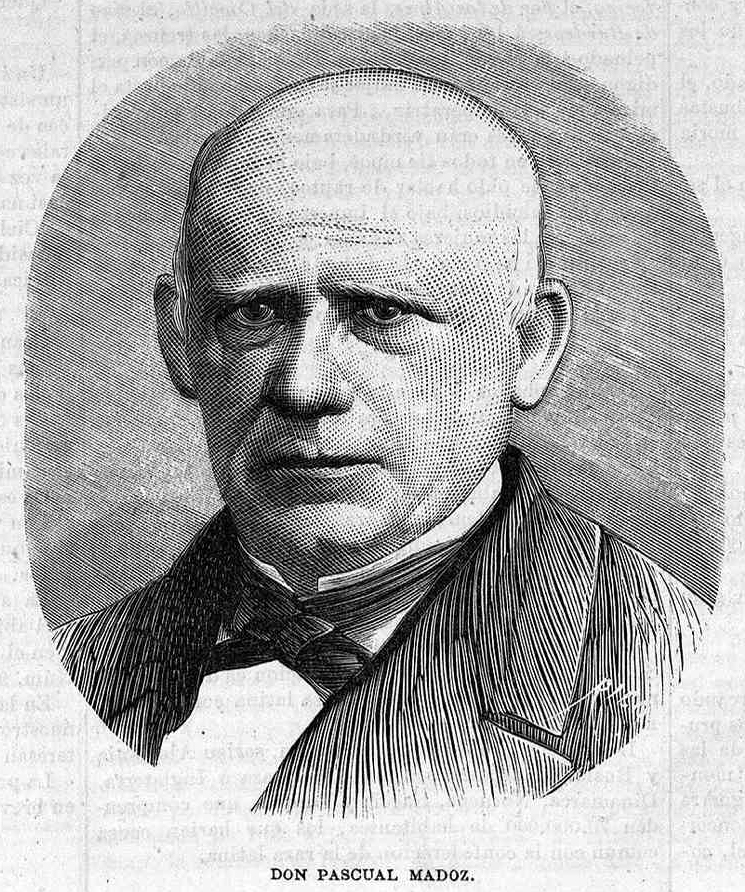
Retrato de Madoz publicado en La Ilustración de Madrid en 1870

Tras la revolución de 1868 («la Gloriosa») fue gobernador de Madrid, cargo al que renunció al poco tiempo. Se opuso al gobierno provisional. Tras votar la candidatura de Amadeo de Saboya, duque de Aosta para el vacante trono de España, formó parte de la delegación española enviada a Florencia para ofrecerle la corona, pero en Génova le sorprendió la muerte, el 11 de diciembre de 1870 a las tres de la tarde.
En memoria suya tiene dedicada una calle en el Segundo Ensanche de Pamplona, su ciudad natal.